# 尼亚孜·卡日阿吉
尼亚孜·卡日阿吉（？—），亦作尼牙孜·卡日阿吉，男，柯尔克孜族，中国伊斯兰教人物，曾任中国伊斯兰教协会副会长。